# Magdalena (Pamplona)
La Magdalena es un barrio histórico de la ciudad de Pamplona en la Comunidad Foral de Navarra (España). Se formó en la Edad Media, y fue creciendo a lo largo de la Edad Moderna; su declive se produjo en el siglo XIX, aunque aún se mantuvo hasta comienzos del siglo XX, actualmente es ocupado en su mayor parte por huertas.

## Historia
El barrio de la Magdalena nació alrededor de la basílica o lazareto de la Magdalena, que estuvo situado donde actualmente se levanta el convento de las Josefinas.  El antiguo lazareto tiene su origgen en la Orden de San Lázaro, fundada por el papa Damaso II en 1048, su fin era atender y cuidar a los leprosos y, para eso, se fundaron lazaretos en las afueras de mucos pueblos, esas instituciones recibián el nombre de casa de San Lázaro y casas de la Magdalena; de ahí el nombre de este barrio.
La primera mención del lazareto es de 1174; el barrio, como tal, queda recogido en el libro de fuegos de 1427, con dieciocho hortelanos, adscritos a la Navarrería; en 1749, tenía treinta y una casas con 158 habitantes.  Los vecinos pertenecían a la parroquia de San Juan Bautista, que tenía su sede en la catedral; en 1585 pidieron al obispo que erigiese una parroquia para el barrio con sede en la iglesia de la Magdalena; no se llegó a erigir esa parroquia pero el obispo indicó que el vicario de la de San Juan destinase un sacerdote residente en el barrio. La iglesia fue demolida en la guerra de la Convención, y el barrio sufrió las consecuencia del bloqueo de Espoz y Mina a los franceses que ocupaban Pamplona.
Todavía a comienzos del siglo XX, vivían en la zona suficientes vecinos para que contasen con una escuela; las buenas características del terreno, bien regado por el río Arga, favorecen la existencia de huertas; y el mantenimiento de algunas viviendas; aunque propiamente no puede hablarse de un barrio.

## Localización
El barrio se situó al margen derecho del río Arga, en el meandro que forma el río junto a las murallas de Pamplona; el río lo limitaba al sur, este y oste; su antiguo ámbito queda actualmente al sur del barrio de la Chantrea, del que lo separa la calle Privilegio de la Unión. Al este, al otro lado del río se encuentra el Beloso Bajo; al oeste, el frente de las murallas denominado, de la Magdalena. De este a oeste el antiguo barrio queda atravesado por el Camino a Burlada del que sale el Camino de Caparroso. En la parte del norte, junto a la muga con la Chantrea, en 2019-2024 se construyó el parque Chantrea-Sur, también conocido como parque de la Magdalena.

## Patrimonio cultural
- El Camino de Santiago francés, bien patrimonio de la humanidad. Atraviesa la Magdalena, siguiendo el trazado del camino de Burlada.
- Puente de la Magdalena, declarado monumento nacional por la Orden de 25 de septiembre de 1939, junto con el conjunto subsistente de las murallas de Pamplona. Es atravesado por el Camino de Santiago.
- Otros elementos de interés, aunque sin especial declaración:
  - Crucero junto al puente, fue regalado por el Ayuntamiento de Santiago a la primera Asociación de Amigos del Camino de Santiago de Navarra.[12] En ese lugar existió un crucero, documentado en 1531 y que se puede ver en un conocido grabado del siglo XVIII.[13]
  - Puente de la Chantrea, proyectado por Carlos Fernández Casado.[14] fue inaugurado en junio de 1960.[15]
  - Noria de sangre o de tiro, localizada y restaurada al realizar las obras del parque Chantrea Sur. Está situada cerca del convento de las Josefinas, incluye una plataforma  rectangular de 15,50 X 11,60 m, elevada unos 170 cm sobre el nivel del suelo. En el centro se sitúa el pozo unas dimensiones de 2,60 X 2,00 m. El estudio arqueológico realizado no ha permitido datarla con precisión; en un plano de Casañal de 1882, refleja esta noria en la parcela que denomina "huerta de Iraizoz".[16]

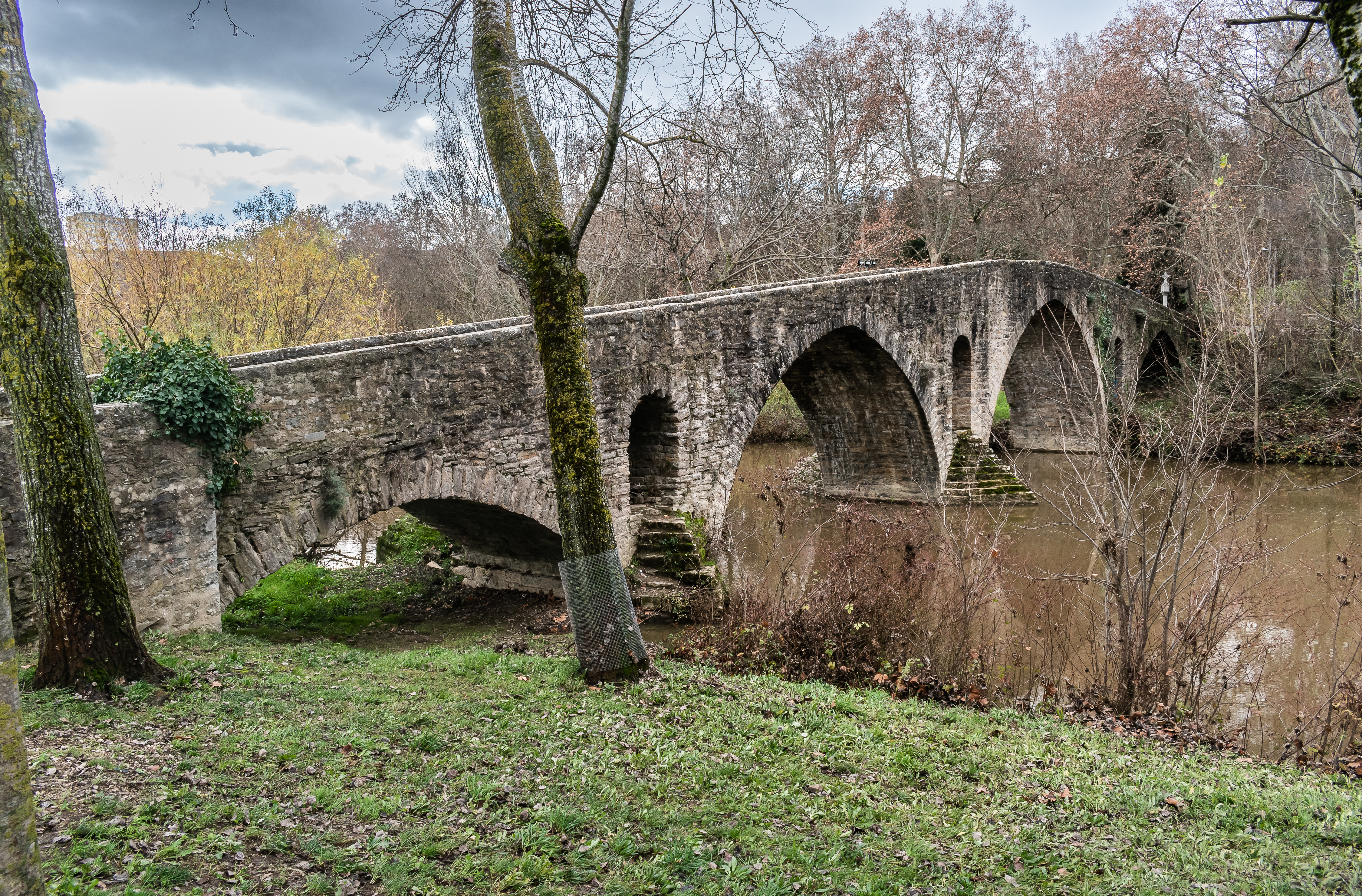
Puente de la Magdalena
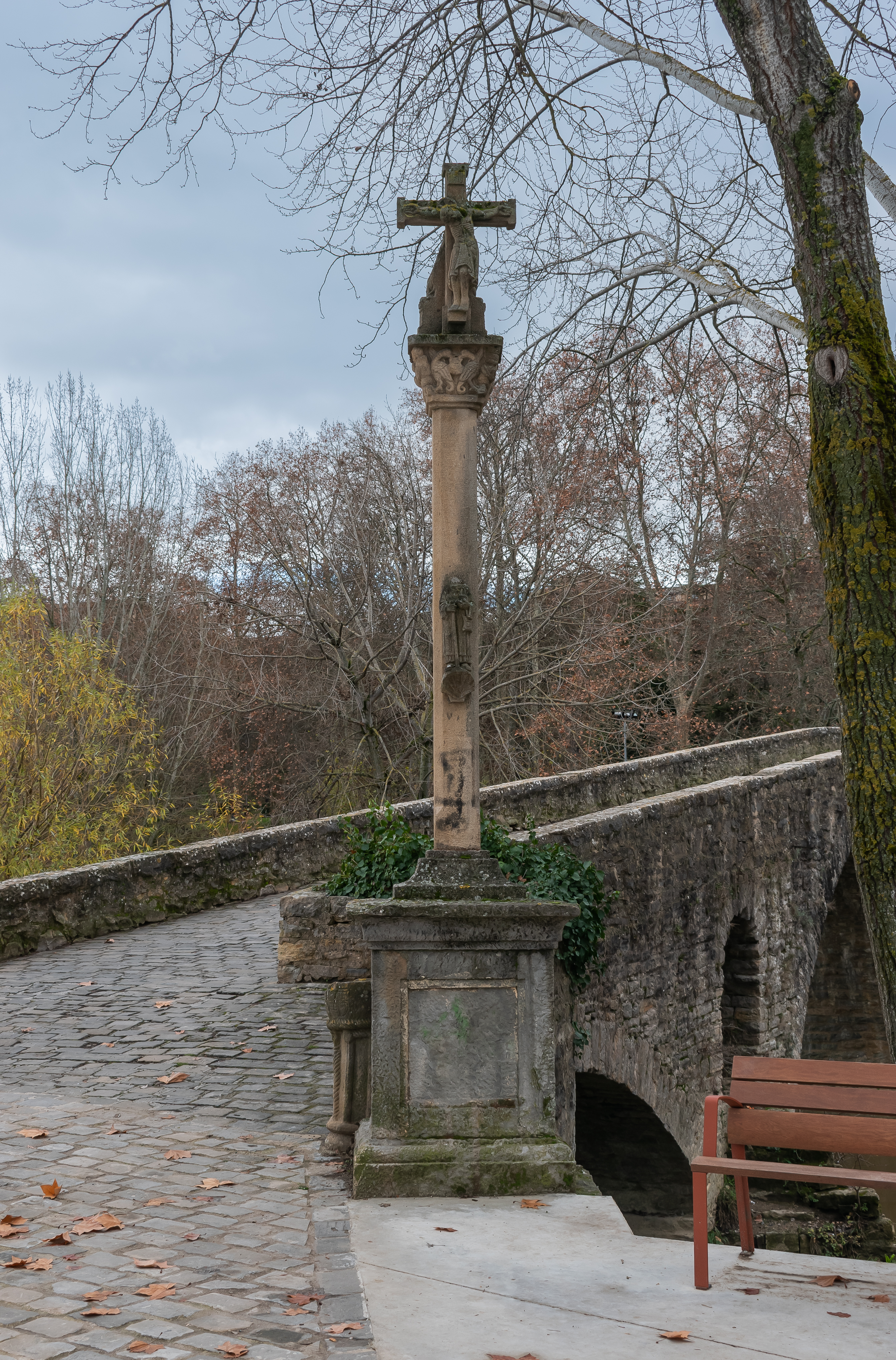
Crucero junto al puente
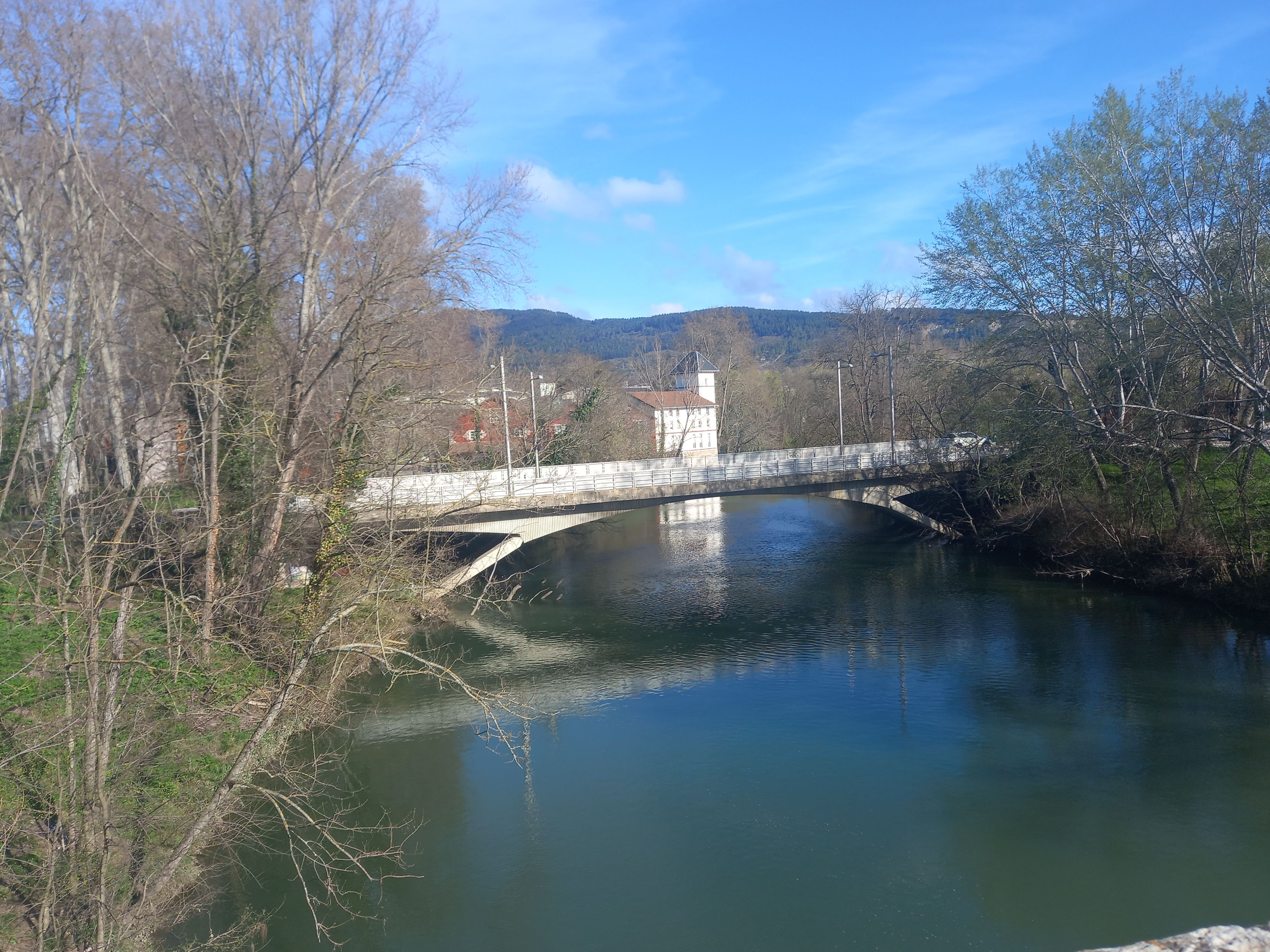
Puente de la Chantrea

## Comunicaciones
El Transporte Urbano Comarcal de Pamplona dispone de varias líneas que  atraviesan la Chantrea y tienen una parada en el puente de la Chantrea, que sirve de entrada al barrio..
| Eskualdeko Hiri Garraioa/Transporte Urbano Comarcal |       |                                 |
| Inicio                                              | Línea | Fin                             |
| Hirigunea/Centro                                    | 3     | Antsoain                        |
| Orvina 3                                            | 5     | Universidad de Navarra          |
| Ezkaba                                              | 11    | Galaria - Mutiloa Industrialdea |
| Hirigunea/Centro                                    | 21    | Antsoain                        |
| Hirigunea/Centro                                    | N7    | Hirigunea/Centro                |
| Taxi Iruñerria                                      |       |                                 |
| Zona                                                | A     | A                               |
| Estaciones                                          |       |                                 |